# Andrews (Karolina Północna)
Andrews – miasto w Stanach Zjednoczonych, w stanie Karolina Północna, w hrabstwie Cherokee.